# Lorenz Brenneke
Lorenz Volker Brenneke (* 2. Januar 2000 in Berlin) ist ein deutscher Basketballspieler.

## Laufbahn
Brenneke wurde in der Jugendabteilung von Alba Berlin gefördert und schaffte 2017 den Sprung in die zweite Herrenmannschaft der Hauptstädter, mit der er in der 1. Regionalliga antrat. Mit Beginn der Saison 2018/19 kam er dank einer Doppellizenz auch beim SSV Lokomotive Bernau in der 2. Bundesliga ProB zum Einsatz.
Anfang Oktober 2019 kam er für Alba Berlin unter Trainer Aito García Reneses zu seinem Einstand in der Basketball-Bundesliga. Im Februar 2020 holte er mit Berlin den Sieg im deutschen Pokalwettbewerb, Ende Juni 2020 gewann er mit der Mannschaft die deutsche Meisterschaft. 2021 wurde er erneut als Ergänzungsspieler wieder deutscher Meister.
Im Juli 2021 unterzeichnete er bei den Skyliners Frankfurt seinen ersten Profivertrag. 2023 stieg er mit Frankfurt aus der Bundesliga ab und 2024 als Vizemeister der 2. Bundesliga ProA wieder auf.

### Nationalmannschaft
Mit der deutschen U18-Nationalmannschaft gewann er im Frühjahr 2018 das Albert-Schweitzer-Turnier, bei der U20-Europameisterschaft 2019 erreichte er mit Deutschland den dritten Platz.